# Haute-Banio
Haute-Banio ist ein Departement in der Provinz Nyanga in Gabun und bildet die südlichste Spitze des Landes. Das Departement hatte 2013 etwa 1400 Einwohner.

## Gliederung
- Ndindi